# 三山一水
三山一水位于福州市五一广场正中央上，根据福州的傳統地理風水创作的城標。

## 歷史
雕塑建于1994年，由程俊华、张文霞创作。雕像高23.8米，用現代鋼鐵焊接而成。五代闽王王审知扩建城池，将风景秀丽的于山、乌山、屏山圈入城内，形成福州三山一水雕塑了福州“山在城中，城在山内”的独特风貌。自雕塑落成后，就被视为福州的城标，雕塑所在之处成为一个著名的游览景点。

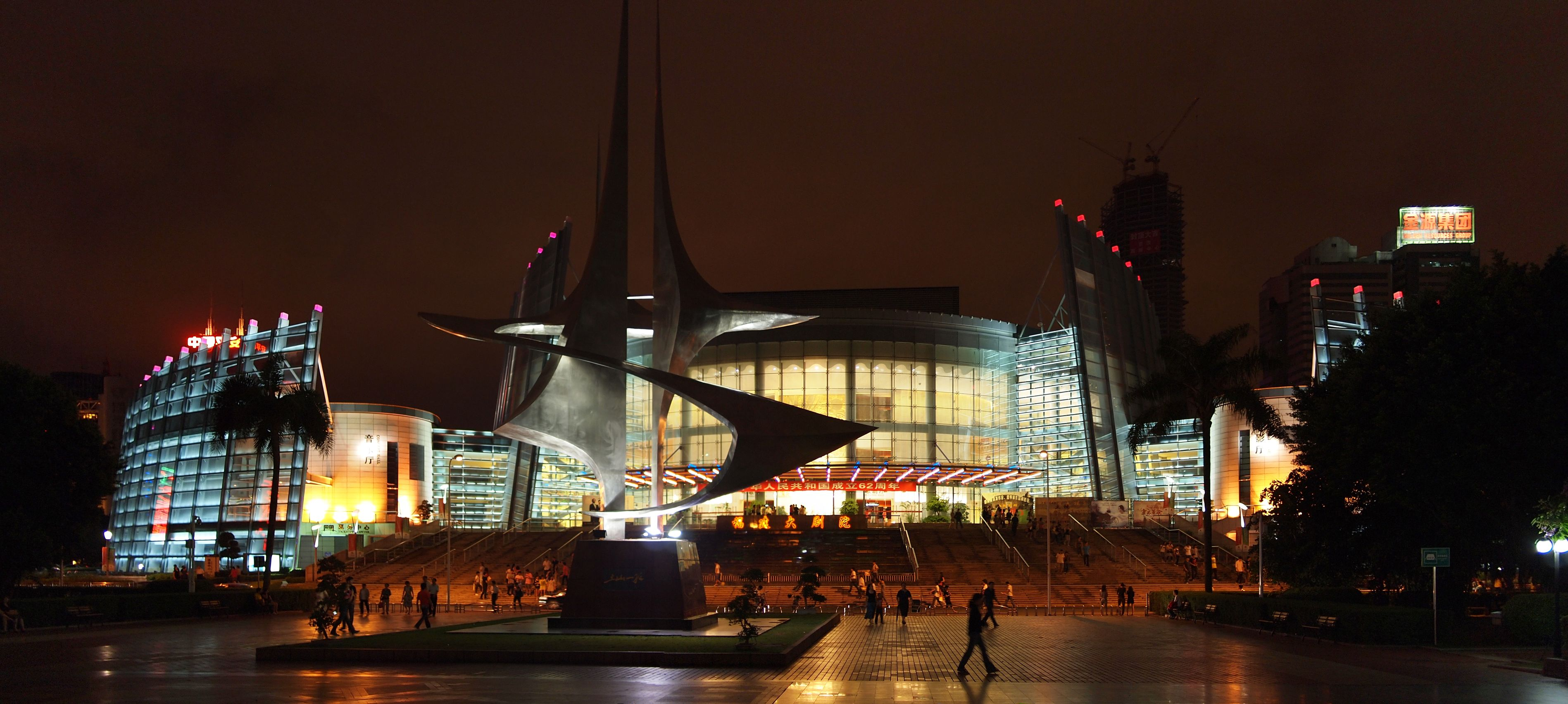
夜晚的『三上一水』雕塑